# Medracen
Le Medracen (en berbère : ⵉⵎⴷⵖⴰⵙⵏ, imedɣasen) est un mausolée numide datant du IIIe siècle av. J.-C., situé en Algérie dans les Aurès, sur le territoire de la commune de Boumia, dans la wilaya de Batna.
Le Madracen est un tumulus de pierre, de 58,9 mètres de diamètre et 18,5 m de hauteur. Il comporte une partie cylindrique ornée sur son périmètre, de 60 demi-colonnes doriques et trois fausses portes.
Il est le plus ancien mausolée royal antique conservé d'Afrique du Nord. D'après des historiens médiévaux, il tirerait son nom d'un roi de Numidie, Madghis. Il a été soumis pour figurer dans la liste du patrimoine mondial par les autorités algériennes en 2002. Il est classé parmi les 100 monuments les plus en danger sur la Planète.

## Description
De l'extérieur, le Medracen se présente sous la forme d'un socle cylindrique, souvent vu comme typiquement berbère et interprété comme un bazina à degrés, c'est-à-dire une construction de forme cylindrique surmontée d'un cône formé de gradins, mais à la fois plus grande que les bazinas courants. D'un diamètre de 59 mètres et 18,50 mètres de haut, le tout en pierres de taille rendues solidaires par des crampons en bois de cèdre enrobé de plomb. Au XIe siècle, le géographe andalou Al Bakri fait cette description du Medracen :
(...) mausolée qui ressemble à une grosse colline et qui est construit avec des briques très minces et cuites au feu. Il est bâti en forme de niches peu grandes et [le tout est] scellé avec du plomb. On voit sur cet édifice des figures représentant des hommes et d'autres espèces d'animaux. De tous côtés le [toit] est disposé en gradins.
Habillé d'un décor sobre emprunté à la civilisation hellénistique peut-être à partir d'intermédiaires puniques, 60 colonnes doriques surmontées d'une corniche dont la gorge égyptienne réparties entre de fausses portes, sculptées en trois points équidistants. Une plateforme au sommet supportait peut être une sculpture : lions, chariots, statues ailées ou autre sujet.

## Historiographie

### Moyen Âge
L'historien andalou du XIe siècle, Al-Bakri, est le premier à décrire le monument dans sa description de l'Afrique septentrionale. Il raconte que Madghis était un roi du pays et que dans le passé, un ordre fut donné à un grand nombre d'individus de détruire le monument, sans succès. Al Bakri mentionne aussi de beaux bas-reliefs qui décoraient le mausolée représentant des animaux divers et couronné d'un arbre ou une structure, dont nulle trace ne subsiste aujourd'hui.

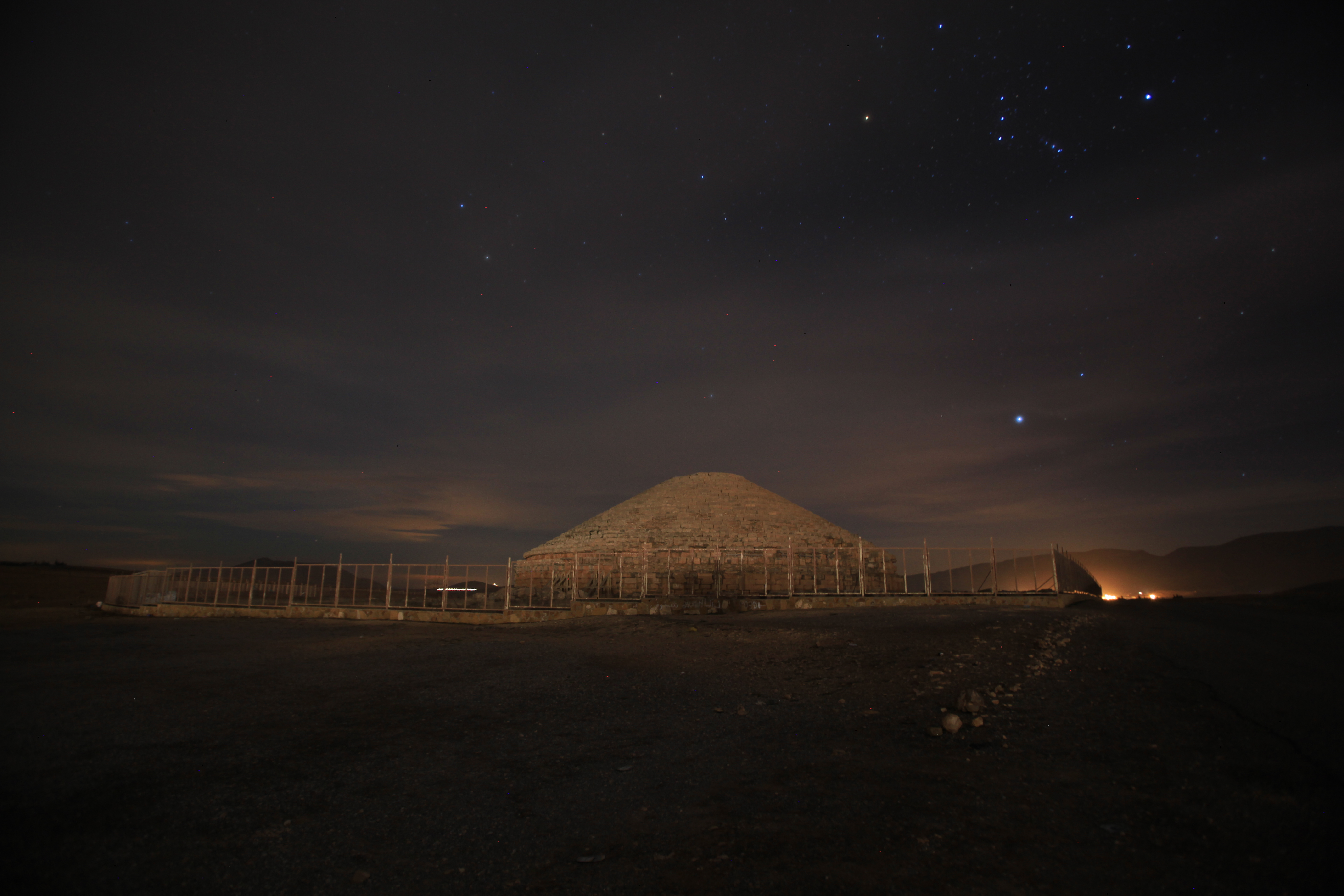
Medracen, la sépulture des rois numides, est interprété par Ibn Khaldoun comme étant le patriarche des Amazighs.

Ibn Khaldoun rapporte au XIVe siècle que, selon les références d'historiens berbères, Madghis serait l'ancêtre des Numides. Il cite Madghis comme un ancêtre des Berbères de la branche Botr (botr est le surnom de Madghis) : Zénètes, Ifren, Maghraouas (Aimgharen), Djerawa, Zianides, Mérinides, etc. Medracen serait aussi l'ancêtre des Sanhadja (Zirides, Hammadides, Almoravides) et des autres tribus berbères Kutama, etc.

### Premières fouilles
Les archéologues du XIXe siècle n'ont pas trouvé de restes du défunt ni de mobilier funéraire l'accompagnant. Les pillards avaient tout emporté, probablement à l'époque ottomane. Le sommet du monument, aujourd'hui incomplet, devait être occupé par un édicule qui a disparu par la suite.
Lorsque les Français entreprennent les fouilles au milieu du XIXe siècle, ils demandent aux habitants l'appellation du monument. Les habitants des Aurès l'appellent Madr-Hazem ou Madrazen. Les Français le nomment Madracen.
Lors des premières fouilles, le mausolée est attribué successivement à plusieurs personnages comme Syphax ou des parents de Massinissa ou de Micipsa. Le monument fut aussi attribué aux Romains, et l'hypothèse fantaisiste fut avancée que Probus aurait érigé ce monument à la gloire d'Arabion, hypothèse par la suite démentie par les chercheurs,.
Une fouille rapide est entreprise par l'armée française en 1854 sous le commandement de M. Brunon. Quelques pièces archéologiques sont retrouvées par l'équipe chargée de la fouille dont  M. Cahen qui en rédigea le rapport.
Les objets trouvés à proximité du monument sont, selon le rapport de Michel Cahen, des morceaux de silex de plusieurs formes, des colliers, du cuir, de la laine, un bout de cuivre, des bracelets et anneaux, un crochet en fer, du plomb, une hachette, des plats en bois et en terre cuite, deux crânes, des ossements, de l'ivoire, une lampe en terre cuite, des médailles, etc. Les objets en question sont envoyés à Paris où ils ont curieusement disparu sans aucune explication de la part des responsables. D'après le zoologue Jules René Bourguignat qui s'était penché sur les antiquités algériennes, le monument appartiendrait aux rois numides et serait leur sépulture. L'auteur dément catégoriquement que Madracen soit un monument romain.
D'après Honoré Gibert en 1882, Medracen serait le plus beau et le plus important site berbère de l'Algérie. Le monument représente Madrès (Madghis) qui serait le père fondateur de la Numidie et donc un probable ancêtre de Massinissa.
Selon une rumeur qui courait dans la région des Aurès en 1866, Salah Bey, bey de Constantine en son temps, aurait voulu entrer de force dans le monument et aurait ordonné de tirer au canon sur le mausolée. Cependant, à l'issue des fouilles qui suivirent, Pierre-Felix Becker dément de telles allégations, même si d'autres sources indiquent qu'il y a réellement une brèche dans la pyramide de Madracen et qu'elle aurait été le fait de Salah Bey.

### Dernières fouilles
Lors de fouilles effectuées en 2015 par des archéologues algériens, une galerie de 7 mètres de long a été mise au jour sous le mausolée ; au bout de cette galerie, un important mobilier funéraire a été découvert : entre autres, des poteries en verre, un morceau de charbon et une monnaie en bronze.

### Légende locale
D'après la légende locale, Dihya, reine berbère venait souvent à cet endroit pour se recueillir devant le mausolée. D'après Ibn Khaldoun, Madghis étant l'ancêtre des Zénètes.

### Postérité
L'aéroport de Batna portait le nom du mausolée. L'architecture de son salon d'honneur était inspirée par le Medracen .
Le président Liamine Zéroual avait nommé l'aéroport de Batna à la gloire du roi berbère Medracen, mais l'aéroport a depuis changé de nom pour devenir l'aéroport Mostefa Ben Boulaïd.
Le mausolée de Medracen est classé parmi les 100 monuments historiques les plus menacés dans le monde. Non loin du monument, un projet d'une nouvelle ville est envisagé par la wilaya de Batna.

#### Marathon international de Medghacen
Le Marathon international de Medghacen emprunte chaque année, depuis 2010, les rues de la ville de Batna jusqu'au tombeau Imedghassen en passant par Fesdis et Djerma. Il est organisé par l'Alliance des Amis d'Imadghassen à l'occasion du 53e anniversaire du 1er novembre. Le tracé du parcours est de 42,195 km, mesuré conformément au règlement international des courses sur route (IAAF et FAA).

## Interprétation archéologique
Pour Gabriel Camps, les grands monuments funéraires berbères comme le Medracen, le Mausolée Royal de Maurétanie, dit aussi tombeau de la chrétienne, et les Djeddars de Frenda à Tiaret relèvent d'une même tradition architecturale autochtone. Ils constitueraient une forme magnifiée des sépultures plurimillénaires dites Bazinas attestées en Afrique du Nord.
Pour d'autres au contraire - Yvon Thébert et Filippo Coarelli notamment -, le Medracen doit être compris comme le signe d'une nouveauté historique et culturelle : la vision de Camps est critiquée et considérée comme enfermant les peuples du nord de l'Afrique dans une immobilité culturelle et un isolement. Argüant du fait que le Medracen doit être daté de la fin du IIIe siècle av. J.-C. ou de la première moitié du IIe siècle av. J.-C.,, ces deux archéologues et historiens considèrent que le Medracen, comme les autres grands mausolées numides, ne doit pas être interprété comme la manifestation de la continuité culturelle locale, par comparaison avec les bazinas, mais par comparaison avec les mausolées hellénistiques comme le signe d'une rupture dans la société numide : les souverains numides adoptent le vocabulaire architectural et funéraire des grands royaumes hellénistiques et manifestent ainsi leur insertion dans le monde méditerranéen et leurs ambitions : « par son tombeau, la nouvelle dynastie proclame que les temps ont changé ». Le Medracen appartiendrait donc à la grande archéologie méditerranéenne de l'époque hellénistique manifestant un goût archaïsant mais aussi une très bonne connaissance du vocabulaire architectural le plus récent comme en témoigne la présence d'une gorge égyptienne.
Le Medracen témoignerait donc pleinement de l'hellénisation choisie et active d'une aristocratie numide et de son insertion dans les puissances politiques méditerranéennes, hellénisation attestée aussi par les sources numismatiques et épigraphiques.
Le Mausolée Royal de Maurétanie, souvent dénommé Tombeau de la Chrétienne, est un monument similaire mais un peu plus tardif.
Quant aux Djeddars, ils seraient plus proches des tumulus.

## État de dégradation avancée
Le Medracen est en effet à ce jour en état de dégradation inquiétante. L'infiltration de l'eau dans cette région très pluvieuse d'Algérie ainsi que l'usure liée au temps a une incidence grave. Le Medracen attend que l’on panse ses blessures causées par les affres des intempéries ou les mains des pilleurs. Les quelques pierres de taille n’ont pas encore été remises à leur place au niveau des gradins. Les brèches sont béantes et les quelques feuilles de zinc, qui les couvrent, semblent insuffisantes pour les protéger contre les ruissellements des eaux de pluie qui risquent, avec le temps, de s’infiltrer entre les pierres de taille et pourrir les troncs d’arbres qui continuent solidement à prêter “leurs dos” à la charge de ces montagnes de pierres de taille.
Le Medracen aurait besoin de travaux d’urgence pour atténuer les dégradations afin de démarrer un  travail de réhabilitation. L’opération de l’étude spécifique à la réhabilitation du mausolée de Medracen d’un montant de 40 000 000dinars, inscrite dans le dossier du secteur de  l’urbanisme et de la construction durant la session de l'Assemblée populaire de la Wilaya de Batna (APW), a reçu l'approbation du ministère de la Culture, mais l'ex direction de l'urbanisme voit une contradiction entre les paroles et les écrits, les pierres du monument devraient être remises à leur place d'urgence pour éviter que Medracen ne soit détruit totalement.

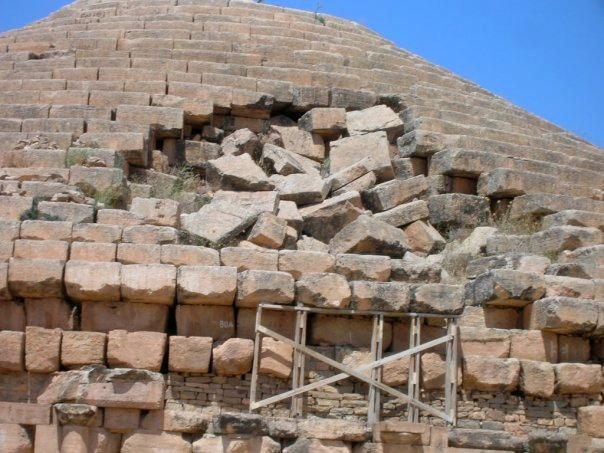
Pierres affaissées
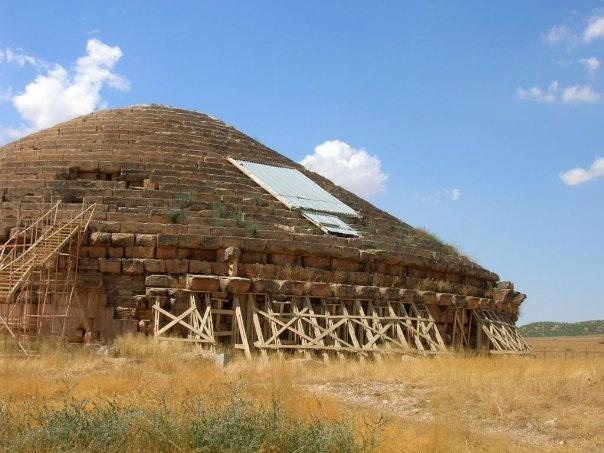
Dégradations multiples du Medracen
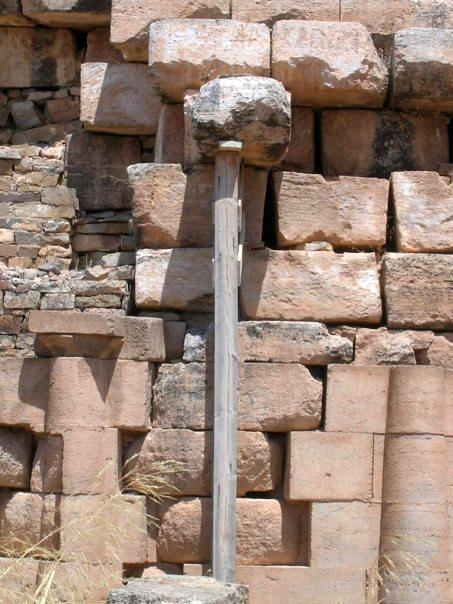
Pilier en fer de soutien précaire